# Fränkische Rezat
Fränkische Rezat – rzeka w Bawarii, lewy dopływ Rednitz. 